# Parti des îles Vierges
Le Parti des îles Vierges (en anglais : Virgin Islands Party), abrégé en VIP, est un parti politique des îles Vierges britanniques.

## Histoire
Le parti est fondé en 1971 par Hamilton Lavity Stoutt, il est actuellement dirigé par le premier ministre en chef des îles Vierges britanniques, Natalio Wheatley. Le parti a été au pouvoir de 1979 à 1983, de 1986 à 2003, de 2007 à 2011 et depuis 2019.

## Dirigeants
Natalio Wheatley est chef du parti depuis le 30 avril 2022 et Premier ministre depuis le 5 mai 2022.